# La Canya
La Canya är en ort i Spanien.   Den ligger i provinsen Província de Girona och regionen Katalonien, i den östra delen av landet, 500 km öster om huvudstaden Madrid. La Canya ligger 382 meter över havet och antalet invånare är 557.
Terrängen runt La Canya är huvudsakligen kuperad. La Canya ligger nere i en dal. Runt La Canya är det ganska glesbefolkat, med 42 invånare per kvadratkilometer. Närmaste större samhälle är Olot, 2,8 km söder om La Canya. I omgivningarna runt La Canya växer i huvudsak blandskog.